# Rorippa peekelii
Rorippa peekelii là một loài thực vật có hoa trong họ Cải. Loài này được (O.E. Schulz) P. Royen miêu tả khoa học đầu tiên năm 1982.